# Timme Rosenkrantz
Timme Rosenkrantz (Kopenhagen, 6 juli 1911 - New York, 11 augustus 1969) was een Deense jazzproducent, auteur en radiopresentator.

## Carrière
Timme Rosenkrantz was afkomstig uit een oud Deens adellijk geslacht, dat terugging tot de 15e eeuw. Zijn vader Palle (1867-1941) was misdaadauteur en schreef een boek over de Hamlet-karakters Rosenkranz en Güldenstern. De jonge Rosenkrantz verzamelde al als jeugdige jazz-schellakplaten, studeerde journalistiek en was in 1933 de oprichter van het niet lang bestaande jazzmagazine Jazzrevu.
In 1934 kwam hij voor de eerste keer in de Verenigde Staten, waar hij de eerste Europese journalist was, die schreef over het jazzcircuit van Harlem. Later leverde hij ook bijdragen voor DownBeat, Metronome, Esquire en de Britse Melody Maker. Hij woonde voortaan afwisselend in Denemarken en New York. Bij zijn verblijf in de stad sloot hij vriendschappen met jazzmuzikanten als Louis Armstrong, Count Basie, Duke Ellington, Coleman Hawkins, Billie Holiday, Art Tatum en Fats Waller.
Hij was ook een vroege begunstiger van Afro-Amerikaanse jazzmuzikanten en promootte veel concerten en opnamesessies. In 1938 produceerde hij een sessie voor Victor Records, waarbij twee 78" ontstonden, waarop Rex Stewart, Don Byas, Russell Procope, Tyree Glenn, Jo Jones en anderen als Timme Rosenkrantz and His Barrelhouse Barons speelden. Het was Rosenkrantz' verdienste, dat hij de eerste opnamen organiseerde, waaraan Byas en Glenn meewerkten en zo hun verdere carrière bevorderde. Metronome en DownBeat roemden de bij de Rosenkrantz-sessie ontstane opnamen als de besten van dat jaar.
Rosenkrantz leefde met de niet-blanke zangeres en jazzjournaliste Inez Cavanaugh, die hij in 1937 had ontmoet. Rosenkrantz had in het door hem uitgegeven Deense tijdschrift Jazzrevu de compositie Song of Souvenirs van de Deense pianist Leo Mathisen gepubliceerd, die was gewijd aan Coleman Hawkins. In New York stalde hij de compositie bij W.C. Handy. Het nummer werd herbewerkt en voorzien van een nieuwe tekst door Maceo Pinkard, maar niemand wilde de song uitbrengen. Rosenkrantz en Cavanaugh herschreven de oorspronkelijke melodie en maakten ook een nieuwe tekst, waaruit de song Is This To Be My Souvenir? ontstond, die in 1938 werd uitgebracht. Rosenkrantz had weliswaar verregaande ambities om songs uit te brengen, maar het bleef echter bij dit ene nummer.
Tijdens de Tweede Wereldoorlog bleef hij in de Verenigde Staten en opende hij op basis van zijn eigen platenverzameling een muziekwinkel, in wiens achterkamer ook repetities plaatsvonden met John Kirby, Stuff Smith en Bill Coleman. De door hem in 1944/1945 geproduceerde opnamen verschenen bij zijn labels Baronet Records, New York Records en Embassy Records. In november 1944 ontstonden privé-opnamen van Erroll Garner, die later werden uitgebracht door Blue Note Records. Dit waren de eerste opnamen van de pianist, die werden opgenomen in Rosenkrantz' appartement, waaronder twee zangnummers, waarbij Garner Inez Cavanaugh begeleidde (I'm in the Mood for Love). Voor andere muzikanten als Stuff Smith en Robert Crum nam hij ook in zijn woonkamer op. Voor verdere muzikanten als Willie 'The Lion' Smith is het twijfelachtig, of ze over de opnamen en hun publicatie werden ingelicht.
In oorlogstijd werkte hij bovendien in de Commodore Music Shop, als te huren danser in een dansclub en korte tijd als presentator van het radioprogramma Music is our Business bij de zender WNEW. Daar leidde Rosenkrantz het eerste interview met de Zweedse klarinettist Stan Hasselgård. In juni 1945 organiseerde hij een concert in de New Yorkse Town Hall, waaraan muzikanten als Gene Krupa, Red Norvo, Teddy Wilson, Billy Taylor, Flip Phillips, Don Byas, Slam Stewart en de zangeres Fran Warren meewerkten. Ondanks positieve reacties in de vakbladen was het concert een financiële catastrofe. 
In augustus 1946 produceerde hij met Norvo, Jimmy Jones en verdere muzikanten van het Duke Ellington-orkest een sessie voor het kleine label Continental Records (Bouncy). In september 1946 bracht hij een Amerikaanse jazzband rond Don Redman (met Peanuts Hucko, Tyree Glenn en Billy Taylor) in het na-oorlogse Europa. De muzikanten strandden tijdens de tournee, omdat Rosenkrantz hun de terugtocht niet kon financieren. In 1947 organiseerde hij de tournee van een bopband door Europa met Chubby Jackson en zijn All Stars, die naar Scandinavië leidde en in New York jamsessies in het Cafe Bohemia en in de Famous Door met Lennie Tristano en Rex Stewart.
Eind jaren 1940 vestigden Rosenkrantz en Cavanaugh zich in Parijs, waar ze samen de jazzclub Chez Inez leidden. Tijdens de jaren 1950 en 1960 was hij verder werkzaam als auteur, verzamelde hij jazzfoto's en keerde hij nu en dan terug naar New York. In 1951 organiseerde hij een Sidney Bechet-concert in Kopenhagen, wat echter weinig financieel succes kende.
Tot midden jaren 1960 verzorgde hij een jazzprogramma bij de Deense en Zweedse radio. In 1968 opende hij de niet lang bestaande nachtclub Timmes Club in Kopenhagen met een optreden van de pianiste Mary Lou Williams. Later speelden daar ook Teddy Wilson, Ben Webster en Count Basie. Teddy Wilson nam eind 1968 het album An Evening at Timme's Club op voor Sonet Records, waarbij Inez Cavanaugh de meeste nummers zong.
In 1969 reisde Rosenkrantz opnieuw naar New York om voor de nationale Deense radio te berichten over het Newport Jazz Festival en artiesten te boeken voor het herfstseizoen voor zijn club. Daar kreeg hij levercirrose door jarenlang alcoholmisbruik.
Rosenkrantz schreef naast twee boeken over het Amerikaanse jazzcircuit, bovendien drie novellen en korte verhalen en folders voor tijdschriften, waaronder het magazine Esquire.

## Overlijden
Timme Rosenkrantz overleed op 11 augustus 1969 op 58-jarige leeftijd aan de gevolgen van levercirrose in het New Yorkse Columbus Hospital, nadat hij was bezweken in zijn hotelkamer. Elf dagen na zijn dood vond in de St. Peter's Church in Lexington Avenue een rouwdienst plaats, waarbij onder andere de jazzdominee John Gensel, Dan Morgenstern en Stanley Dance spraken. Tyree Glenn speelde Ellingtons Mood Indigo en Satin Doll. De as van Rosenkrantz werd naar Kopenhagen overgebracht, waar in november 1969 een verdere rouwdienst werd gehouden met Teddy Wilson, Kenny Drew senior, Niels-Henning Ørsted Pedersen, Charlie Shavers, Ben Webster en Don Byas. Daarbij speelden de vroegere Fats Waller-trompettisten Herman Autrey, Eddie Barefield en Vic Dickenson.

## Erfenis
Zijn verzameling jazzmuziek in de vorm van 1679 schellakplaten, 170 ep's, 1055 lp's, 411 acetat-opnamen, 923 geluidsbanden, 103 boeken en meer dan 2000 jazzfoto's, die hun zwaartepunt hadden in het swingtijdperk, bevindt zich in de universiteitsbibliotheek van de Zuid-Deense Universiteit in Odense. Daar werd een selectie van 300 van deze foto's uitgegeven in de publicatie Is This to Be My Souvenir.

## Discografie
- Erroll Garner: Free Piano Improvisations recorded by Baron Timme Rosenkrantz (Overture To Dawn) (dän. Official, Blue Note Records, 1944/45)
- The Stuff Smith & Robert Crum Complete 1944 Rosenkranz Apartment Transcription Duets (ed. AB Fable, 2004).
- Gene Krupa: Timme Rosenkrantz' 1945 Concert, Vol. 3
- Rare Takes without the Duke (Raretone, 1944–49) bevat de 1946er sessie met Bouncy en Blues at Dawn

## Werken
- Too Bad America Has to Be So Far Away 1938
- Swing Photo Album 1939 Scorpion Press & Dobell's Jazz Record Shop, UK, 1964
- Jump Out of the Window and Turn Right 1954
- Dus med Jazzen: mine jazz Memoirer Kopenhagen, Chr. Erichsens Forlag, 1964; (Britse versie als) Harlem Jazz Adventures: A European Baron's Memoir, 1934-1969, Lanham, MD, Scarecrow Press 2012; ISBN 978-0-8108-8209-6
- Frank Büchmann-Møller (Hg.): Is This To Be My Souvenir? Jazz Photos from the Timme Rosenkrantz Collection 1918-1969. Odense University Press 2000; ISBN 978-87-7838-465-2

- Bibliothèque nationale de France: cb166322220 (data)
- Gemeinsame Normdatei: 1022647598
- International Standard Name Identifier: 0000 0000 3026 9220
- Library of Congress Control Number: n92066349
- MusicBrainz: 2fb32ec9-5609-4f52-98e7-a86a3c08469c
- Nationale Bibliotheek van Tsjechië: jo2014839715
- Système universitaire de documentation: 230278531
- Virtual International Authority File: 11502186
- WorldCat: E39PBJpV6xftbfCkTGhw3DgqcP